# Cap Arcona (schip, 1927)
De Cap Arcona was een Duits passagiersschip uit 1927, dat op 3 mei 1945 zonk na te zijn gebombardeerd door de Royal Air Force.

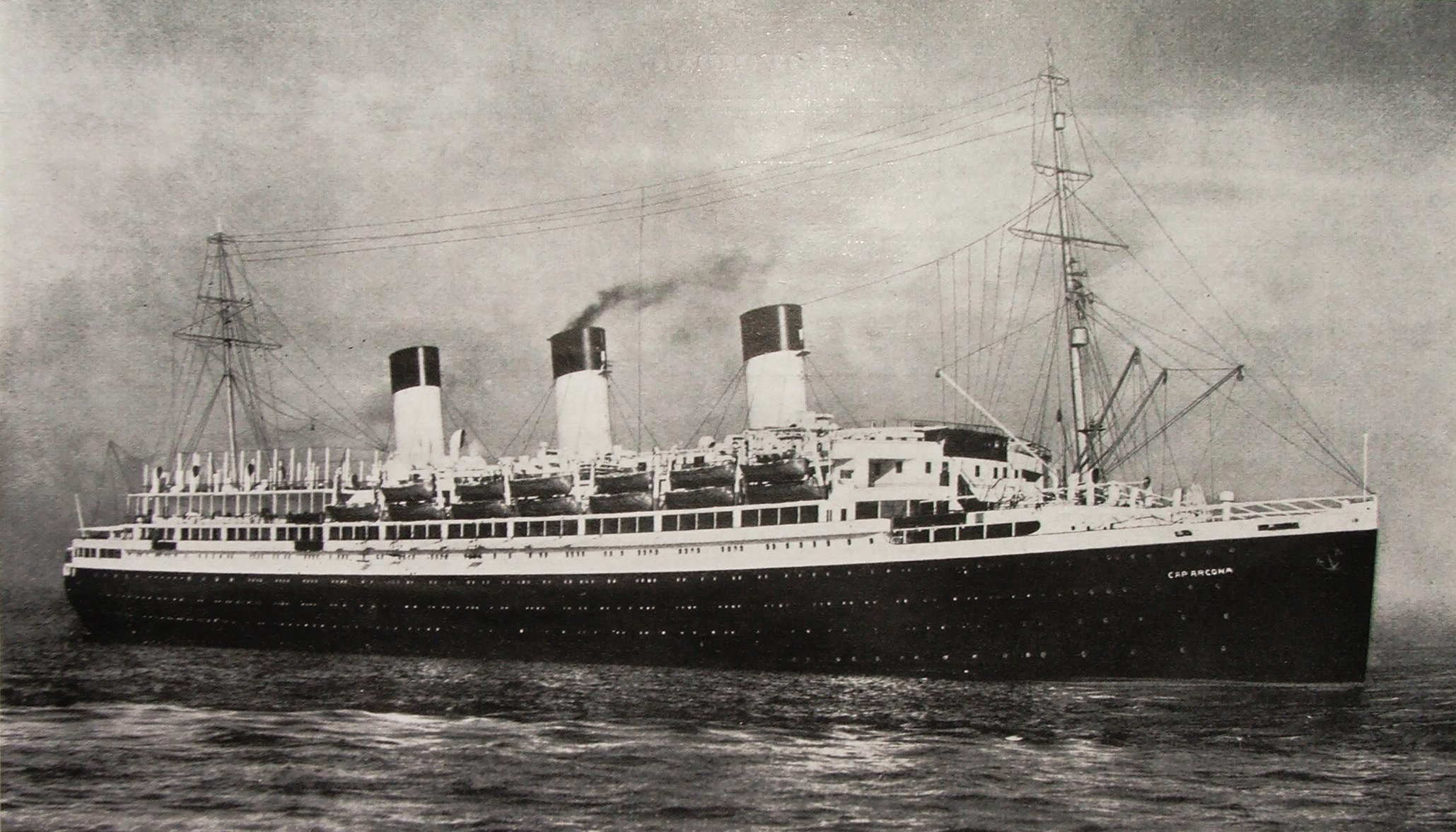
Cap Arcona (1927)

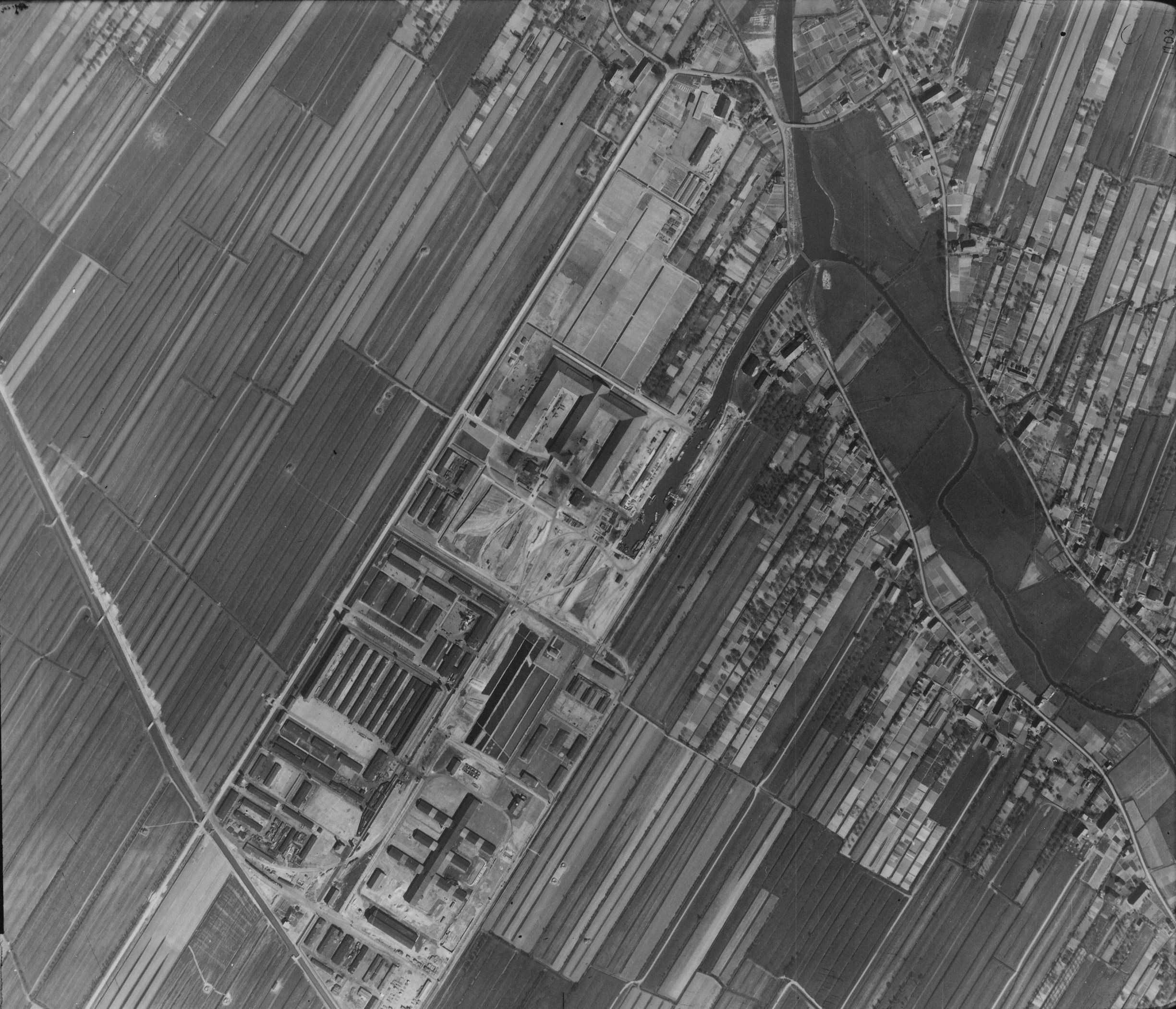
Luchtfoto van concentratiekamp Neuengamme, genomen door de Britse luchtmacht op 16 april 1945.

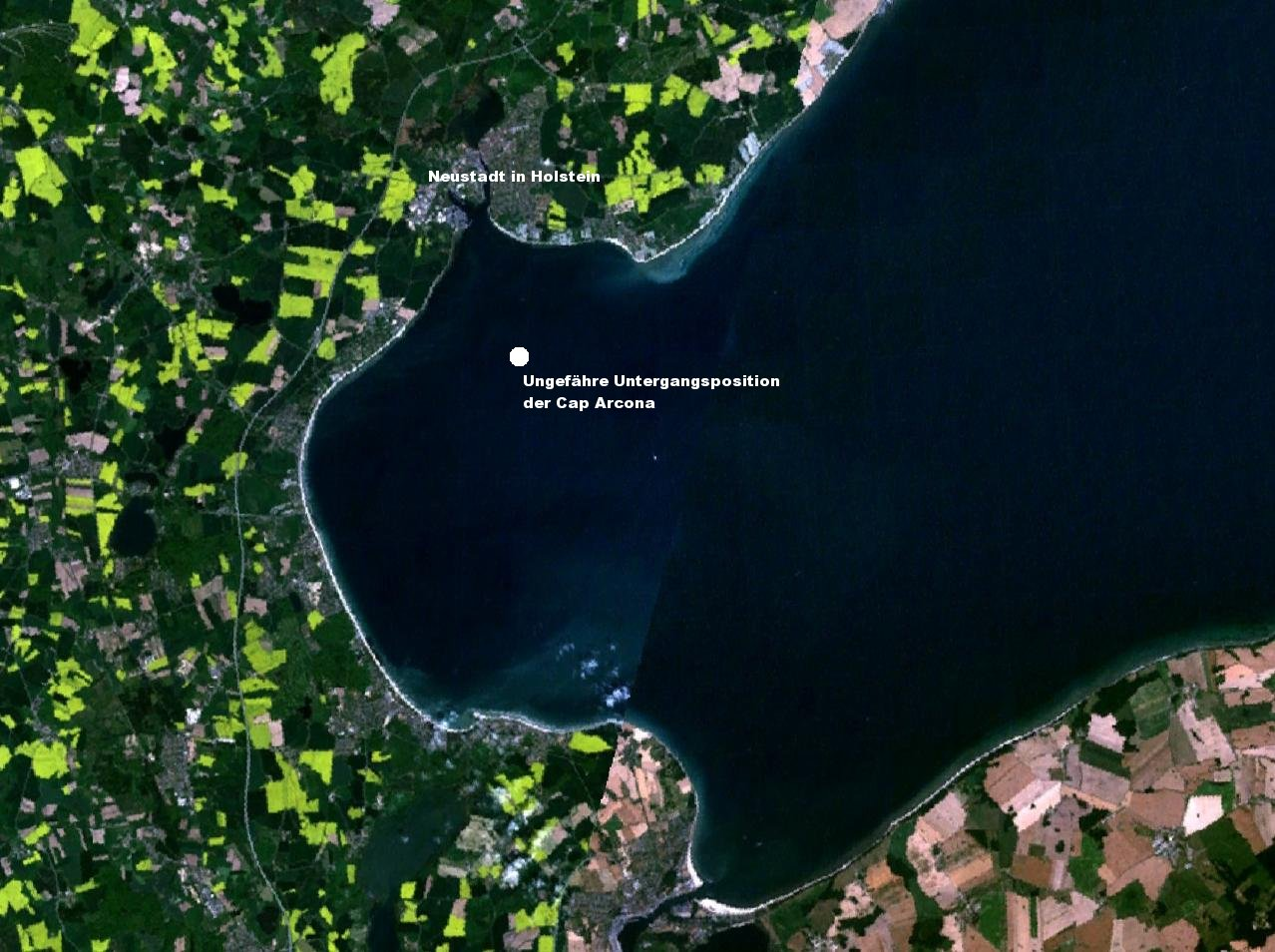
Lübeckerbocht, drie kilometer voor Neustadt (linksboven): Zinkgebied van de Cap Arcona

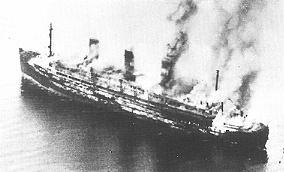
De brandende Cap Arcona kort na de aanval.

## Geschiedenis
Het stoomschip Cap Arcona werd voor de Hamburg-Südamerikanische Dampfschifffahrts Gesellschaft gebouwd door Blohm & Voss en liep op 14 mei 1927 van stapel. Het schip werd genoemd naar Kaap Arkona op het eiland Rügen. Het was een van de grotere Duitse passagiersschepen (27.000 brt). Het chique schip voer op 19 november 1927 uit voor zijn eerste reis naar Argentinië en voer in de jaren erna een vaste route van Hamburg via Madeira en Rio de Janeiro naar Buenos Aires.

## Inzet tijdens Tweede Wereldoorlog
Vanaf 1940 werd het schip door de Kriegsmarine gebruikt als accommodatieschip op de Oostzee. In 1943 werd op de Cap Arcona het grootste deel van de Duitse film Titanic opgenomen. Het schip werd in 1944 ingezet om Duitsers uit Oost-Pruisen die op de vlucht waren voor het Rode Leger naar Duitsland te brengen.

### Laatste oorlogsdagen
Aan het eind van de oorlog lag de Cap Arcona in de Lübecker Bocht. In de week van 18 tot 26 april 1945 werden met het schip de Athen 5000 concentratiekampgevangenen uit Neuengamme door SS'ers aan boord gebracht. Hetzelfde gebeurde met het schip Thielbek (2800 gevangenen van Neuengamme) en het schip Deutschland IV.
Op 3 mei 1945 werden de schepen gebombardeerd door de Royal Air Force. De Thielbek, voorzien van witte vlaggen en zonder militaire taken, zonk in twintig minuten. De Cap Arcona zonk ook, waarbij 90% van de opvarenden omkwam, veelal door verbranding. Concentratiekampgevangenen die van de zinkende schepen wisten te ontsnappen werden doodgeschoten vanaf rondvarende schepen die SS'ers kwamen opvissen. Gevangenen die de oever wisten te bereiken werden door patrouilles van de SS doodgeschoten. In totaal zijn er ruim 7000 gevangenen om het leven gekomen. Ongeveer 350 mensen overleefden de ramp.
Overigens had de Zweedse regering de Britse regering gewaarschuwd dat er gevangenen aan boord van schepen werden gebracht. Ook moeten Britse verkenningsvliegtuigen de massale transporten van gevangenen hebben gezien. De Britse regering houdt de archieven over het bombardement op de drie schepen tot 2045 gesloten.

## Nederlanders

### Slachtoffers
Bij de ramp kwamen ruim 270 Nederlanders om het leven, voornamelijk verzetsmensen, maar ook een aantal uit Putten weggevoerde mannen. Bekende Nederlandse gevangenen die bij de ramp omkwamen, zijn de tennisser en verzetsman jhr. mr. Robert de Brauw, beeldhouwer en verzetsman Henk Henriët en de fractieleider van de CPN in de Tweede Kamer Louis de Visser. Ook de Nederlandse SS'er en Jodenjager Frankevoort kwam bij het bombardement om.
Dankzij de roman Sonny Boy van Annejet van der Zijl heeft ook de uit Paramaribo afkomstige boekhouder en pensionhouder Waldemar Nods (1908-1945) bekendheid gekregen als slachtoffer van de ramp.

### Overlevenden
In april 2011 presenteerde de stichting Vriendenkring Neuengamme het boek van S.P. Geertsema De Ramp in de Lübeckerbocht. Nederlanders bij het einde van Neuengamme. Het gaat in op de toedracht en reconstrueert aan de hand van getuigenverklaringen, rapporten en andere bronnen wat er precies gebeurde op die namiddag van 3 mei 1945. Het bevat tevens een korte biografie van de Nederlandse omgekomenen en overlevenden.
Begin april 2018 kwam het boek De laatste getuige uit over Neuengammegevangene Wim Aloserij (1923-2018) die de ramp met de Cap Arcona overleefde. Aloserij gaf bij het uitkomen van het boek verschillende presentaties en interviews. Hij zou op 3 mei 2018 spreken bij de Cap Arcona-herdenking in de Lübecker bocht, maar overleed een dag eerder in Hamburg op 94-jarige leeftijd.
- Jan Stoffer Alberts
- Hendrik van Amstel
- Johannes Adrianus Arnoldus Apswoude
- Hermanus Johannes Baar
- Harry Bakker
- Jeannette Bakker-Cohen Rodriques
- Markus Balsma
- Antonie Bannink
- Sijtze Bartsma
- Adrianus Johannes Antonius de Beer
- Enno Bekkering
- Ynte van den Berg
- Charles Johan de Bergh
- Andreas Josephus Hubertus Bertrams
- Hendrik Bethlehem
- Leonardus Maria van der Bijl
- Cornelis Gerardus Bikkers
- Adrianus Dirk Bitter
- Jozeph Elias Bitterling
- Harry Blokpoel
- Marinus Boersma
- Gerardus Johannes Boldewijn
- Jouke Bolt
- Josephus Cornelis Petrus Borremans
- Henri Herman Antonius Bosse
- Hendrikus Franciscus Botterman
- Louis Johannes Botterman
- Gerardus van Boxtel
- Herman Jozef Maria van Boxtel
- Franciscus Gerrit Brans
- Robert de Brauw
- Antoon van Breenen
- Gerardus Hendrik Brink
- Antonius Gerardus Broedersz
- Cornelis Marinus Brouwenstijn
- Evert Jan Bruchem
- Antonius de Bruijn
- Johannes Zier Bruin
- Herman Gerhardus Bruntink
- Jan Eduard Buis
- Jan Derk Bunink
- Jan Buskens
- Branca Caransa-Aap
- Hendrik Cornelisse
- Johannes Wilhelmus Leonardus Corstens
- Pieter Nicolaas Coster
- Wilhelm Deceuninck
- Johannes Pieter Deijkers
- Theodorus Carolus Dieker
- Jacob van Dien
- Diepeveen Diepeveen
- Theodorus Petrus Hendrikus van Dieten
- Jelle Dijkstra
- Klaas Dijkstra
- Jacob Cornelis Dissel
- Henricus Cornelis Dix
- Adriaan Does
- Jannes Dolfing
- Johannes van Domselaar
- Aart Melis van Donkelaar
- Gerhard Johannes Draken
- Jan Duijkers
- Geert Ebbinge
- Gerrit Eijben
- Josephus Leopoldus Elst
- Jacob van Essen
- Frits Willem Estoppeij
- Donald Cornelio Evertse
- Johan Gottlieb van Florestein
- Heinbertus van Garderen
- Arnold van Geenen
- Marten Geertsema
- Johan van de Geijn
- Willem Gerritsen
- Gerardus (Gred) van Gerven
- Meindert Giliam
- Nicolaas Everard Glasbergen
- Johannes Cornelis Glaser
- Teunis Glijnis
- Ludri Glükman
- Klaas Gorter
- Johannes Alexander van de Graaf
- Gijsbert Karel Graff
- Andreas Christiaan de Groot
- Gerrit Klaas de Groot
- Jan Groote
- Johannes Guldemond
- Hendrik Haan
- Cornelis Johannes Pieter van den Ham
- Hendrikus Jacobus Handgraaf
- Leonardus Lambertus van Haperen
- Cornelis Harthoorn
- Karel Johannes van Hartingsvelt
- Johannes Cornelis Heeren
- Ane Heidema
- Petrus Antonius van der Heiden
- Balling Heidstra
- Harmanus Johannes Heijdeman
- Cornelis Johannes Heijmans
- Koenraad Jan Heijmans
- Dirk Heijningen
- Arie Heins
- Wilhelmus Franciscus Hendriks
- Johan Hengeveld
- Hendricus Antonius Henriët
- Johannes Hermans
- Jan Hoekstra
- Ybele Hoekstra
- Hermanus Wilhelmus Hogenkamp
- Johan van Honk
- Karel Johan van Hoolwerff
- Philippus Hoorne
- Moszek Horn
- Jan Huis
- Cornelis Anthonius van ’t Hul
- Johannes Antonius van den Hurk
- Désiré Antoine Leonard Imandt
- Pieter Ingelse
- Samuel Jacobs
- Reginald Willem Arend Marie Jakobs
- Anne de Jong
- Evert de Jong
- Martinus de Jong
- Jacob Johannes Jongepier
- Matthijs Eliza de Jongh
- Hendrik de Jonker
- Wilhelm Gerardus Joustra
- Peter Jozef Kalksma
- Willem Kamp
- Maximiliaan Kellerman
- Ludovicus Kersten
- Harmen Kieft
- Johannes Casper Nicolaas Klein
- Eugène Hubert Joseph Klinkenberg
- Antonius Engelbertus Adrianus Knegt
- Adolf Reindert Knol
- Hein Johan Koekebakker
- Carolus Wilhelmus Kok
- Willem Kok
- Pieter Cornelis Konijn
- Jacob Koning
- Geert Kooistra
- Hendrik Kootstra
- Lambertus Koppens
- Gerardus Cornelis Körnmann
- Cornelis Korpershoek
- Matias Antonius Maria Koumans
- Jan Anne Kraijenhoff van de Leur
- Johan George Kristians
- Felix Hendrik Kroonenburg
- Klaas Kruit
- Egbert Kruizinga
- Arie Kruzinga
- Everardus Kuijpers
- Wouter Kuit
- Willem Pieter Kunst
- Frederik Kurk
- Simon Kwadijk
- Hendrik Fredericus Gerardus Langenberg
- Herman Andreas Langkamp
- Lambertus van Lee
- Jan van Leeuwen
- Robert Lindeman
- Johannes Marinus Loman
- Ynze Albert Loojenga
- Adrianus Philippus van Loon
- Theodorus Laurentius Louwarts
- Johannes Lubbers
- Dirk Lubbersen
- Petrus Josephus Maastrigt
- Johan Wijtsius de Marees van Swinderen
- Willem Mastenbroek
- Cornelis Meerhof
- Johannes Philippus Mell
- Stephanus Engelbertus Johannes Menting
- Johan Metz
- Cornelis Johannes Moreel
- Hanna Mullem-Coronel
- Pieter Muller
- Arjan Nauta
- Cornelis Hendrik de Neijs
- Pieter Nicolai
- Hendrik van Nie
- Pieter Nieborg
- Gerardus Maria Josephus Nieuwenhuizen
- Dirk Nieuwland
- Waldemar Hugh Nods
- Isaac John Nooter
- Leonard Govert Orval
- Andries Pasterkamp
- Jan Petersen
- Lambertus Victor Petersen
- Antonius Johannes Arnold Philippo
- Petrus Johannes Pijpers
- Jan Poort
- Petrus Norbertus van Poorten
- Arij Post
- Cornelis Prins
- Henk van Raalte
- Hendrik van Regteren
- Hendrik Reinders
- Franciscus Cornelis van Rijsbergen
- Hubertus Hendrikus Ritzen
- Antoon Roest
- Gerardus Johannus Romein
- Alphonsius Roolvink
- Léon Roos
- Bauke Johannes Ros
- Erik Cornelis Scheffer
- Henri Henricus Schikkinger
- Marinus Gijsbertus Schoonderbeek
- Adriaan van Schooten
- Leendert Jacob Schrijver
- Johannes Schulz
- Klaas Schuttinga
- Hendrik Simon
- Cornelis Hermanus Simonis
- Albertus Hendrikus Singelenberg
- Pieter Sloos
- Cornelis Slooten
- Tjerk Smit
- Menno Spier
- Klaas Sportel
- Evert Jan van de Spreng
- Franciscus Petrus Hendrikus Staffhorst
- Gerrit van Steeg
- Johan August Steermann
- Dirk Stevens
- Johan Hubert Stevens
- Hendrik Pieter Stravers
- Cornelis Strijbis
- Wilhelmus Josephus Strijbos
- Jacob Stroomberg
- Thomas Antonie Struik
- Franciscus Joannes Cornelius Swolfs
- Simon Gerard Terpstra
- Joseph Justin Albert Thiery
- Marie Jean Laurent Thiery
- Hendrik Tibbertsma
- Geert van Timmeren
- Koop Timmerman
- Cornelis Hubertus Timmermans
- Ernst Christoffel Tuppe
- Wilhelmus Valentijn
- Antonius van de Vathorst
- Johan George Petrus van Veen
- Jan van Veenendaal
- Frederik Veenstra
- Wilhelmus Jacobus van der Veer
- Hendrik Coenraad Leendert Veerbeek
- Jacob Veerman
- Abraham Pieter van der Velden
- Hendricus van der Velden
- Salomon Velleman
- Adrianus Maria Verhoeven
- Godfried Jacobus Verkoeijen
- Johannes Jacobus Vesterink
- Johannes Vink
- Cornelis Visee
- Frederik Visser
- Louis Leonardus Hendrikus de Visser
- Nicolaas de Vogel
- Johan Vooren
- Anthonius Johannes Vos
- Benjamin de Vries
- Peter Anne Wakkie
- Theodorus Johannes Walterbos
- Antonius Gerardus van Wanrooij
- Theodor Bernhard Weijkamp
- Cornelis Welbie
- Martinus Henricus de Wert
- Maarten Radbout Westerwoudt
- Willem Wielink
- Albertus Wijker
- Arthur Joseph Wijnans
- Theodorus Franciscus Matheus Wilde
- Willem de Wilde
- Hendrik Jan Willemsen
- Christiaan Witkam
- Jan Marinus Worp
- Johannes Petrus van der Zijde
- Theodorus van Zundert
- Jacob Filippus Zwaan